# Mustila gård
Mustila gård (finska: Mustilan kartano) är en egendom i Elimä i landskapet Kymmenedalen. 
Mustila gård uppstod i början av 1600-talet genom en förläning, som Karl IX tilldelade ätten Wrede af Elimä. Mustila var 1608–1634 utgård under Peippola gods och tillhörde därefter släkten af Forselles. Nuvarande ägare (sedan 1901) är familjen Tigerstedt. På ett 120 hektar parkområde har sedan 1901 inplanterats hundratal arter löv- och barrträd samt buskar (Arboretum Mustila, i fackkretsar känt som en av norra halvklotets fullständigaste växtsamlingar av buskar och träd, bland annat 80 barrträds- och 150 lövträdsarter, drivs av en stiftelse). Där finns även den Tigerstedtska familjegraven och en stor plantskola. Gården har satsat på turism och vinproduktion (Mustila Vin Ab, grundat 1997). Huvudbyggnaden härstammar från 1754. Egendomens totalareal är i våra dagar 2 169 hektar, varav 170 hektar åker.